# Derivační kanál Kamjanicja-Užhorod
Derivační kanál Kamjanicja-Užhorod se nachází v okrese Užhorod v Zakarpatské oblasti na západní Ukrajině. Začátek kanálu je na řece Uh v obci Kamjanicja nedaleko vlakové zastávky Nevicke-Pidzamok a ústí u města Užhorod zpátky do řeky Uh.

## Historie
V meziválečném období se podílela československá vláda na elektrifikaci Zakarpatské Ukrajiny. Byl vypracován zvláštní plán pro výstavbu elektráren, rozvoden a rozvodů elektřiny v roce 1922. Po první světové válce pouze města Užhorod, Mukačevo, Berehovo a Vynogradiv měly elektrárny, které ovšem měly zastaralé strojní vybavení nebo byly zastaveny pro nedostatek paliva. Z podnětu ministerstva veřejných prací v roce 1928 vykoupila Českomoravská Kolben Daněk (ČKD) akcie Užhorodské elektrárenské a. s. V roce 1929 byla vytvořena nová společnost Podkarpatské elektrárny v Užhorodě s účastí státu, soukromého kapitálu a měst Užhorodu, Berehova, Sevljuše, Mukačeva a země Podkarpatoruské. Byl navržen plán elektrifikace podle něhož byly zahájeny výstavby nových elektráren, trafostanic a rozvodných sítí. Např. v roce 1930 stavební firma Nekvasil z Prahy-Karlína postavila novou tepelnou elektrárnu v Užhorodu s výkonem 5 MW, která nahradila zastaralou elektrárnu z roku 1902 v továrně na nábytek Mundus.
Po prozkoumání geologických podmínek zakarpatských řek (např. Teresva, Terebla, Rika, Uh) bylo navrženo postavit 14 malých vodních elektráren s kapacitou 340 MWh za rok. Rozvoj výstavby byl přerušen druhou světovou válkou. Ve čtyřicátých letech 20. století podle českých plánů postavili Maďaři elektrárny na derivačním kanále Kamjanicja-Užhorod.

## Derivační kanál

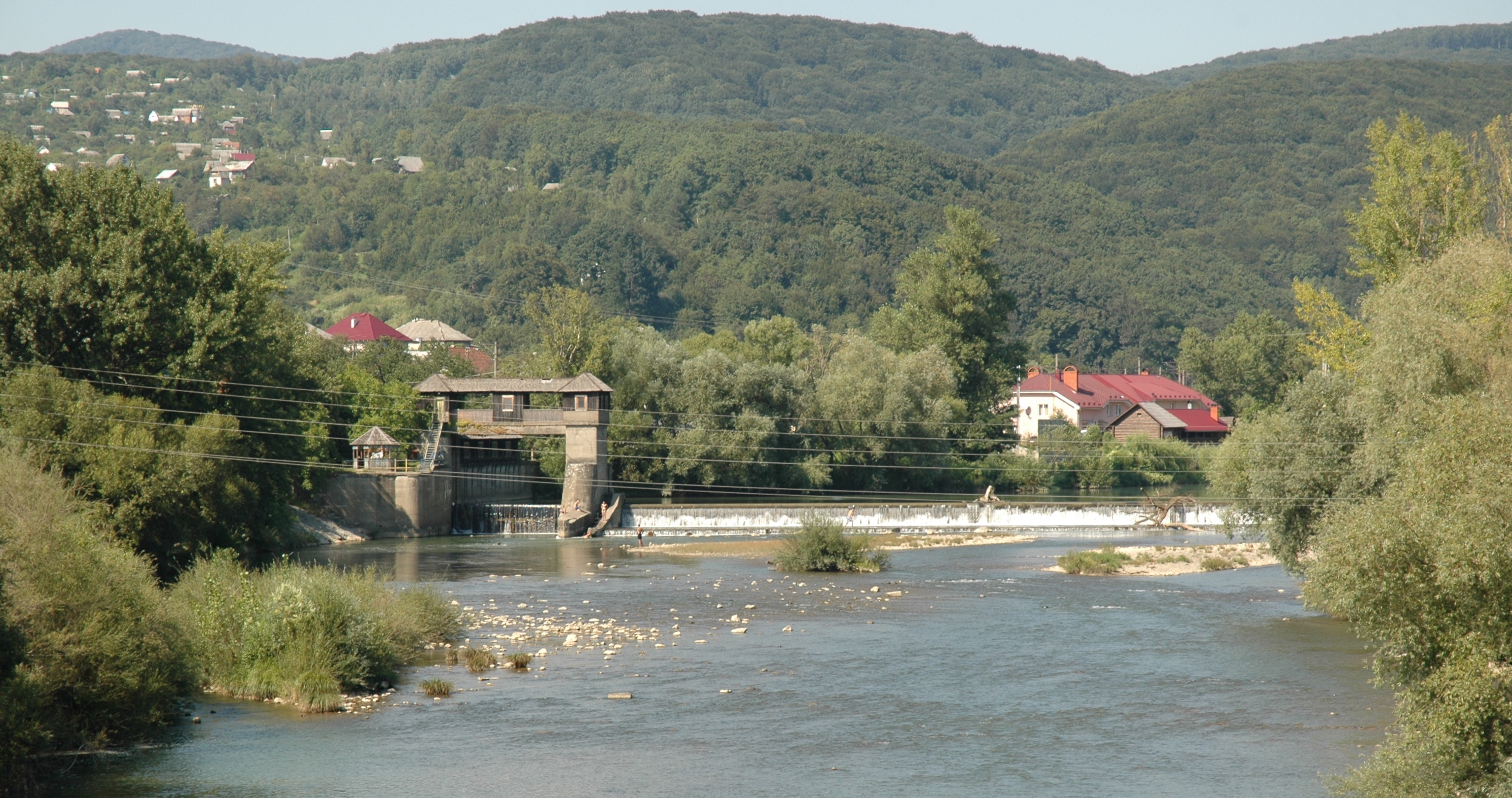
Jez a vpust do derivačního kanálu

Kanál je dlouhý deset kilometrů a původně sloužil k plavení dříví k továrně Mundus. Výstavbou železnice v roce 1893 se dříví přestalo plavit. Výstavba byla zahájena celkovou rekonstrukcí kanálu, kterou provedla pobočka firmy Lanna v Užhorodu, byly postaveny i nové železobetonové mosty. V obci Kamjanicja byl v roce 1930 postaven na řece Uh jez dlouhý 124 metrů z betonu a lomového kamene a vpust do kanálu. Stavidla vpustě jsou ovládány z dřevěného zastřešení. Po rekonstrukci byl výškový rozdíl mezi vodní hladinou na jezu v Kamjanici a ústím do řeky Uh v Užhorodě 18 metrů. Tento výškový rozdíl byl rozdělen do dvou přepadů o výšce 9,5 a 7,5 metrů. Na každém z nich byla postavena vodní elektrárna. První elektrický proud byl dodán až v roce 1942.
Kanál slouží jako zásobárna pitné vody pro obyvatele regionu. Protože byl zanesen a kvalita vody se zhoršila byl v roce 2018 vyčištěn.

## Elektrárna Onokivci
Elektrárna je vzdálená 4,3 km od vpusti do derivačního kanálu. Stavbu tvoří budova elektrárny s výrobní plochou je 650 m² a betonová 25 metrů dlouhá hráz s povodňovým přepadem vody. Mezi budovou a přepadem je bezpečnostní pěti metrový přeliv. Budova postavená z pálené cihly stojí na železobetonových základech (část pod hladinou vody). Strojní vybavení (vertikální vysokorychlostní turbíny a generátory) dodala česká firma Kolben a Daněk z Prahy. Výkon elektrárny je 2,65 MW.

## Elektrárna Užhorod
Nachází se na konci derivačního kanálu asi šest kilometrů od elektrárny v Onokivci na území města Užhorod. Stavbu tvoří budova elektrárny s výrobní plochou 960 m² a povodňového a nouzového přelivu. Budova postavená z pálené cihly stojí na železobetonových základech (část pod hladinou vody). Strojní vybavení (vertikální vysokorychlostní turbíny a generátory) dodala česká firma Kolben a Daněk z Prahy. Výkon elektrárny je 1,9 MW.